# Ternate (Indonesia)
Ternate (in lingua indonesiana Kota Ternate) è  una città Indonesiana nella provincia di Maluku settentrionale, sull'isola Ternate, facente parte dell'arcipelago delle Molucche. 
La Grande Ternate City si estende per 10 km dall'aeroporto al porto di Bastiong. Il centro commerciale si estende per 2 km dal terminale dei bus presso Fort Oranye al porto di Ahmad Yani ove arrivano le navi Pelni.
L'attuale Palazzo del Sultano, costruito nel 1796, è ora un museo. Il gran Fort Oranye, costruito dagli olandesi nel 1607, fu la sede della Compagnia olandese delle Indie orientali fino a quando questa venne trasferita a Batavia (Giacarta) verso il 1619.
Secondo una notizia dello Huffington Post il Servizio di controllo geologico degli Stati Uniti d'America affermò che un forte terremoto di magnitudo 6,6, a 12 miglia sotto il mar delle Molucche, ha colpito Ternate il 14 novembre 2011, ma un funzionario dell'Agenzia indonesiana di meteorologi a geofisica sostenne che vi era scarso rischio di tsunami.

## Amministrazione
La città di Ternate (che comprende alcune isole minori oltre all'omonima isola) è divisa in 7 distretti come segue:
- Pulau Ternate (Isola Ternate)
- Moti
- Pulau Batang Dua (Isola Batang Dua)
- Pulau Hiri (Isola Hiri)
- Ternate Selatan (Sud Ternate)
- Ternate Tengah (Ternate Centrale)
- Ternate Utara (Nord Ternate)

## Scienze
Nel 1858, Alfred Russel Wallace intuì che la selezione naturale poteva essere il tanto cercato meccanismo responsabile della modificazione degli organismi viventi e della comparsa di nuove specie, ossia dell'evoluzione. Wallace confidò le proprie idee in un breve articolo (On the Tendency of Varieties to Depart Indefinitely From the Original Type, riassunto in Ternate Essay) che spedì da Ternate a Charles Darwin per un giudizio prima che la loro teoria dell'evoluzione fosse riconosciuta.